# Heinkel He 178
Heinkel He 178 je prvi avion s mlaznim motorom. Proizvod je njemačke tvornice aviona Heinkel. Uz pomoć Hans von Ohaina, izumitelja prvog mlaznog motora izgrađen je prvi mlazni avion s kojim je pilot Erich Warsitz uzletio 27. kolovoza 1939. godine.

## Tehničke karakteristike
Osnovne karakteristike
- posada: 1
- dužina: 7,48 m
- raspon krila: 7,20 m
- površina krila: 9,1 m2
- visina: 2,10 m

Letne karakteristike
- najveća brzina: 598 km/h
- dolet: 200 km
- motor: Prvi turbo-mlazni motor HeS 3